# Російсько-турецька війна (1768—1774)
Росі́йсько-туре́цька війна́ 1768—1774 рокі́в (також Російсько-османська війна 1768—1774 років) — одна з ключових за значенням воєн між Російською й Османською імперією, унаслідок якої до складу Російської імперії увійшли Південна Україна, Північний Кавказ і Крим.

## Причини і передумови
Війні передувала внутрішня криза в Речі Посполитій, де панував розбрат між шляхтою і королем Станіславом Августом Понятовським, колишнім коханцем російської імператриці Катерини II, залежним від російської підтримки.

## Хід війни
Загін українських козаків-повстанців, які підпорядковувалися Максимові Залізняку, переслідуючи поляків, увійшов до міста Балта, вторгаючись таким чином на територію Османської імперії. Та, у свою чергу, не забарилася звинуватити в нападі Російську імперію, через те, що окремі повстанці були підданими Катерини ІІ. Звинувачення було знехтуване російською стороною. Використовуючи інцидент, султан Мустафа III оголосив Російській імперії війну 25 вересня 1768 року. Османи уклали союз із барськими конфедератами, тоді як Російську імперію підтримала Велика Британія, виславши російському флоту військових радників. Барські конфедерати були вщент розбиті Олександром Суворовим, після чого він відправлений на театр воєнних дій проти Османської імперії.
Воєнні дії проходили на Дунаї, в Криму і в Закавказзі. Російські війська перемогли у битвах при Хотині, Ясах, річках Ларги і Кагул. Російський флот знищив османський у Чесменській битві. Російська імперія повністю захопила Крим.

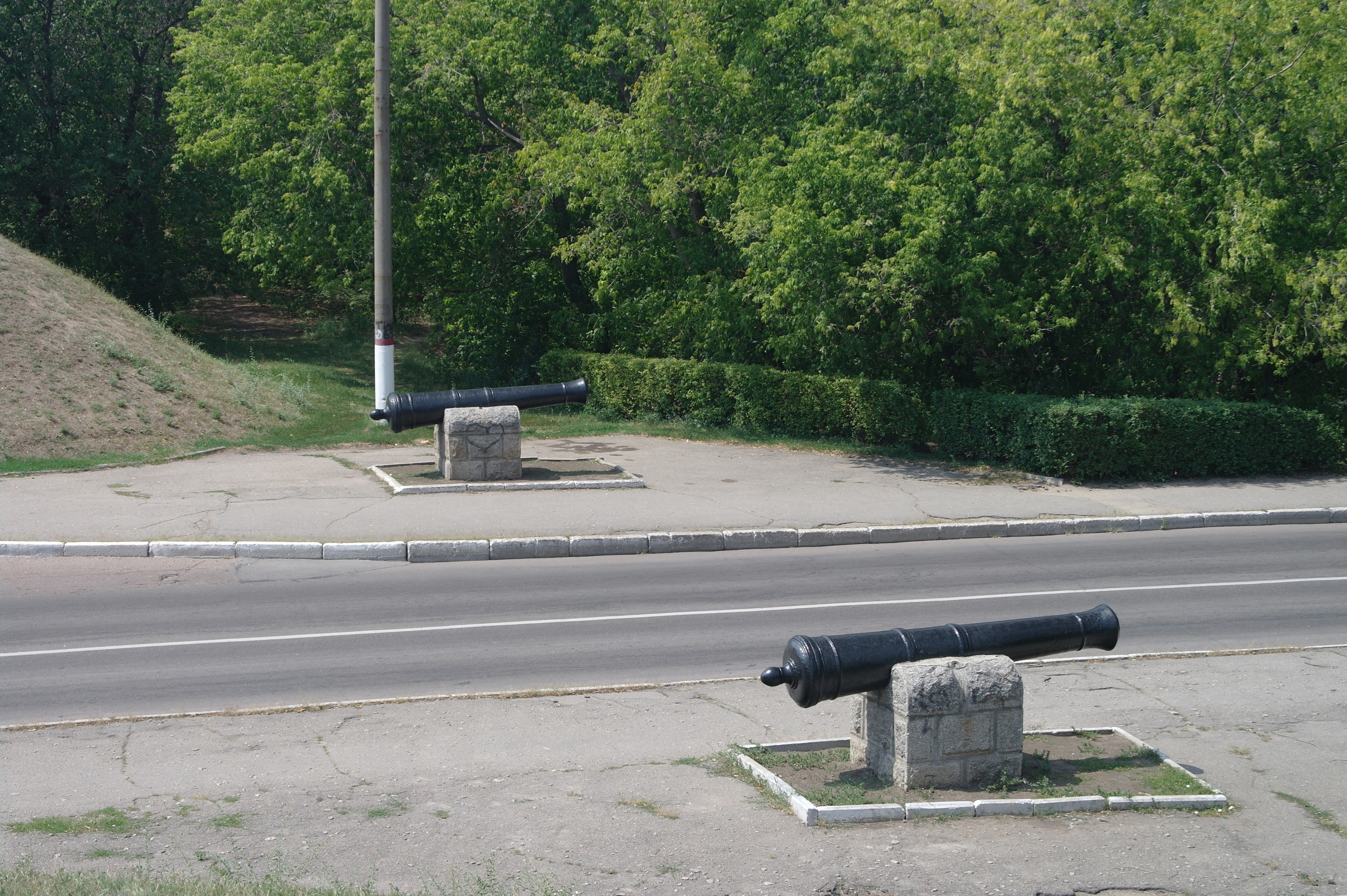
Гармати і вали фортеці Св. Єлисавети у сучасному місті Кропивницький

Із самого початку і до кінця війни активну участь у ній взяло козацтво України. Так, 7 січня 1769 року під час набігу 70-тисячного османо-татарського війська на чолі з кримським ханом Кирим Ґераєм на землі Нової Сербії (сьогодні центральна частина України), під час якого татари спалили десятки сіл і забрали в рабство кілька тисяч людей, гарнізон Фортеці Святої Єлизавети, який складався з 4 тисяч російських вояків і 2 тисяч запорожців на чолі з генералом Олександром Ісаковим успішно відбив навалу. Подальший наступ військ Петра Рум'янцева на південь не дозволив загарбникам просунутись далі.
У листопаді 1769 р. козаки завдали поразки татарському загону біля р. Вовчої, взяли участь у битві при Кінбурні, під Очаковом, та Хаджибеєм. Ходили козаки під Тулогу, Ізмаїл, штурмували Перекоп, захопили Кафу.
У липні-серпні 1773 року запорожці стояли біля Гірсово під командою генерал-майора Милорадовича.
На початку кампанії 1774 року Російська імперія організувала дунайську розвідувальну експедицію, яка складалась із запорізьких козаків і була поділена на дві команди. Першу команду очолював Іван Мандро, другу — полковник Кіндрат Гук. Ці загони забезпечували переправу російських військ на правий берег Дунаю.

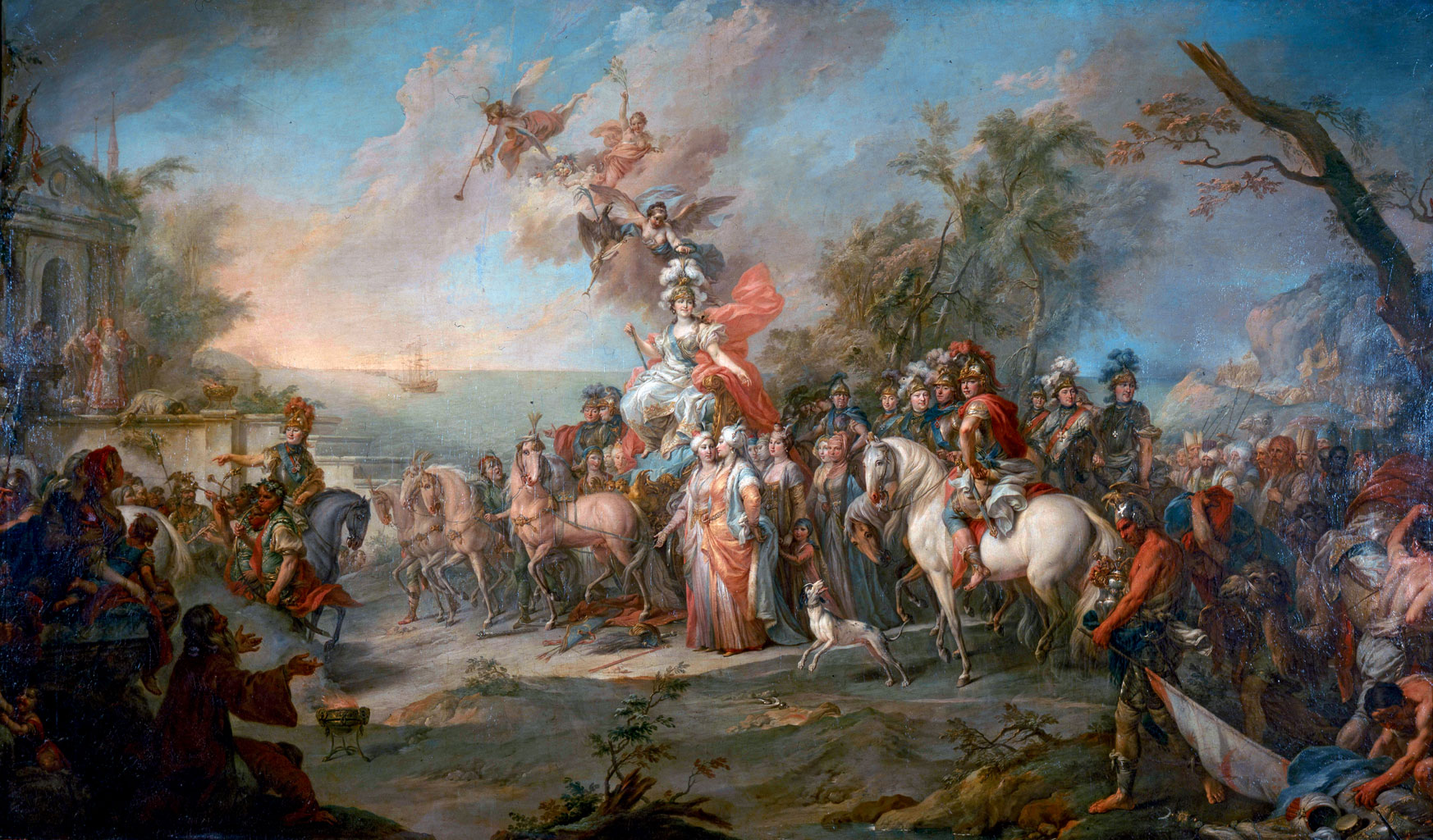
Стефано Тореллі. «Перемога Катерини II над турками» (1772)

Всього в російсько-османській війні брали участь від 5 до 10 тис. козаків.

## Наслідки
Підсумком російсько-османської війни 1768—1774 р. було підписання Кючук-Кайнарджійського договору 1774 р., за яким Російська імперія отримала Керч, Єні-кале, землі між Південним Бугом та Дніпром, фортецю Кінбурн на березі Дніпровського лиману. Російські кораблі отримали права вільного проходу через протоки. Крим оголошений незалежним від Османської імперії.
Після підписання 10 липня 1774 року Кючук-Кайнарджійського мирного договору, запорожці залишились на Дунаї у розпорядженні російського командування. Лише 15 вересня за наказом головнокомандувача, генерал-поручник М. Ф. Каменський наказано запорожцям повернутися на Січ.
Після повернення запорожців із війни, Запорозька Січ була оточена російськими військами (на чолі з генералом Петром Текелієм, які теж поверталися з османського фронту) та зруйнована.